# Marie-Christine-Chrétienne de Rouvroy de Saint-Simon
Marie-Christine de Rouvroy de Saint-Simon (1728-1774), dite « mademoiselle de Ruffec », est la petite-fille du mémorialiste Saint-Simon. En 1749, elle devient comtesse de Valentinois par son mariage avec Charles-Maurice Goyon de Matignon, comte de Valentinois. En 1754, elle devient comtesse de Rasse et grande d'Espagne par la mort de son oncle Jean-Armand de Rouvroy de Saint-Simon.

## Biographie

### Famille
Née le 7 mai 1728, Marie-Christine est la petite-fille du mémorialiste Louis de Rouvroy (1675-1755), duc de Saint-Simon. Elle est la fille du fils aîné de celui-ci, Jacques-Louis de Rouvroy (1698-1746), duc de Saint-Simon par donation entre vifs, dit « duc de Ruffec », et de son épouse Catherine-Charlotte-Thérèse de Gramont (1707-1755). Jacques-Louis meurt en 1746. Son frère Jean-Armand (1699-1754), comte de Rasse, grand d'Espagne, devient duc de Saint-Simon. Son père étant toujours vivant, Jean-Armand est appelé à son tour « duc de Ruffec ». 

### Mariage

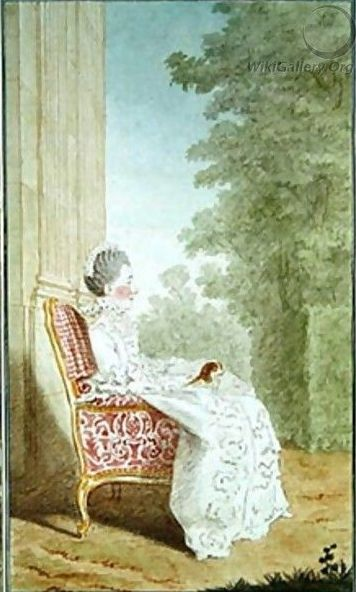
La comtesse de Valentinois, par Carmontelle.

Le 10 décembre 1749, en la chapelle de l’hôtel de Saint-Simon à Paris (avec approbation du roi Louis XV, en date du 1er novembre), Marie-Christine épouse Charles-Maurice Goyon de Matignon, dit « le chevalier de Monaco », comte de Valentinois, issu de la famille Grimaldi par sa mère, frère du prince souverain Honoré III de Monaco. Jacques, duc de Valentinois, beau-père de Marie-Christine, lui fait donation de l'hôtel de Valentinois, à Passy,.

### Grande d'Espagne
En 1752, son oncle Jean-Armand fait de Marie-Christine sa légataire universelle. Il meurt en 1754 et Marie-Christine devient comtesse de Rasse et grande d'Espagne de la première classe. Dans la maison de Saint-Simon, en effet, la grandesse passe aux femmes, à défaut d'hommes. Quelques années plus tôt, dans ses Mémoires, le grand-père de Marie-Christine a évoqué des grandesses qui se substituent, « en quelques maisons ou occasions peu communes, de l'oncle paternel à la nièce ». Charles-Maurice devient grand d’Espagne de la première classe, jure uxoris. Depuis 1701, les grands d'Espagne ont en France « le rang, les honneurs, le traitement et les distinctions des ducs ». Le 4 juin 1754, en tant que grande d'Espagne, la comtesse a l'honneur de saluer Louis XV et la reine Marie. Elle a droit au tabouret. En 1755, à la mort de son grand-père le mémorialiste, elle hérite du château de la Ferté-Vidame.
Le 27 octobre 1762, elle est nommée dame de compagnie de Mesdames. En décembre, elle vend sa terre de Ruffec à Charles-François de Broglie. Le 21 juin 1764, elle vend son château de la Ferté-Vidame au financier Jean-Joseph de Laborde.
Le comte et la comtesse de Valentinois n'ont pas d'enfant. Ils se séparent en 1766. En 1770, Marie-Christine est nommée dame d'atours de la comtesse de Provence, puis en 1772 dame d'honneur. Elle meurt à Paris, le 15 juillet 1774, léguant l'hôtel de Valentinois à son cousin, le comte Jacques de Stainville.